# Epicauta apicipennis
Epicauta apicipennis là một loài bọ cánh cứng trong họ Meloidae. Loài này được Tan miêu tả khoa học năm 1958.